# Bateau de Björke

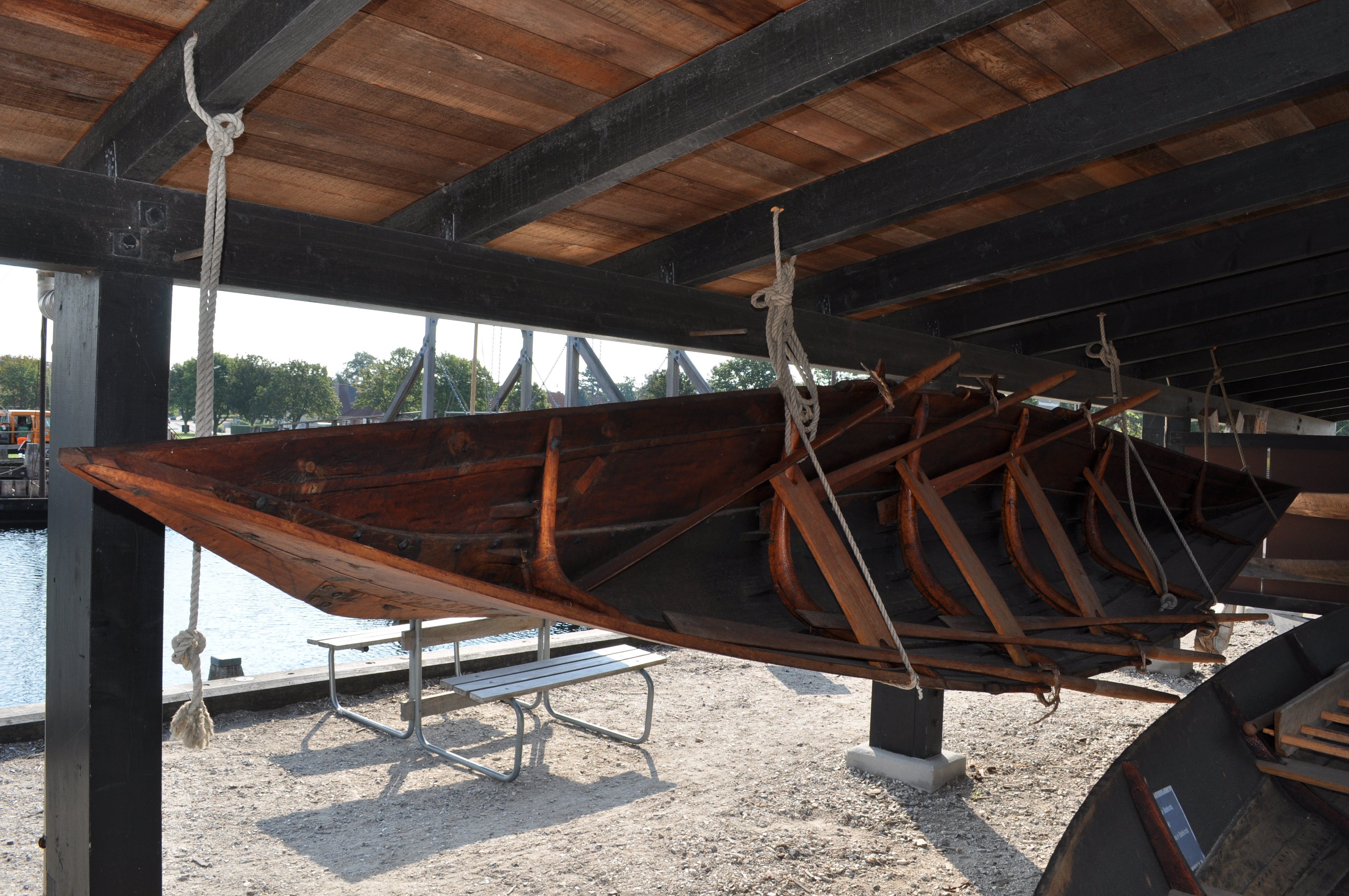
Réplique construite au Musée de Roskilde

Le Bateau de Björke (également appelé Bateau de Gävle) a été trouvé en 1947 sur un site archéologique de l'Âge de fer lors de travaux d'assainissement d'un canal entre Björke et Gävle sur la côte est suédoise, dans la province du Gästrikland. Il est de l'âge du fer germanique (phase finale de la Rome antique), daté du IVe siècle par la datation au Carbone-14. 

Il est une amélioration partielle du Bateau de Hjortspring par le début de l'emploi des bordages à clin et l'utilisation de rivets en fer. 

## Le bateau
Les restes de l'épave mesurent 7,22 m de long et 1,25 m de large. Le fond est taillé dans un tronc de tilleul. Ce bateau est considéré comme une pirogue monoxyle dont les flancs sont surélevés par des planches en pin avec la technique de bordages à clin vers l'étrave avec des clous de fer rivetés par l'intérieur. Six membrures incurvées en épicéa commun sont cousues avec de l'osier sur la coque pour donner sa forme au bateau. Il n'y a pas de traces de dame de nage pour les avirons.

Lors de la découverte, une grosse pierre ronde de 67 kg se trouvait placée sur un tapis de branches de bouleau à l'intérieur du bateau. 
Le bateau de Björke est maintenant exposé au Länsmuseet Gävleborg (sv) (Musée du comté de Gävle).

## Construction d'une réplique
Une réplique du bateau de Björke est visible au Musée des navires Vikings de Roskilde.